# Tantal (syn Tiestesa)
Tantal (także Tantalos, Tantalus, gr. Τάνταλος Tántalos, łac. Tantalus) – w mitologii greckiej król Amyklaj.
Uchodził za syna Tiestesa lub Broteasa. Żoną Tantala była Klitajmestra, z którą miał syna Agatosa. Agamemnon zapałał ogromnym uczuciem do jego żony i najechał z wojskiem na Amyklaj, gdzie stoczył pojedynek z Tantalosem, w wyniku którego ten poniósł śmierć. Król Myken uprowadził Klitajmestrę, a potem pojął ją za żonę.